# Rhaebo
Rhaebo là một chi động vật lưỡng cư trong họ Bufonidae, thuộc bộ Anura. Chi này có 9 loài và 11% bị đe dọa hoặc tuyệt chủng.

## Hình ảnh

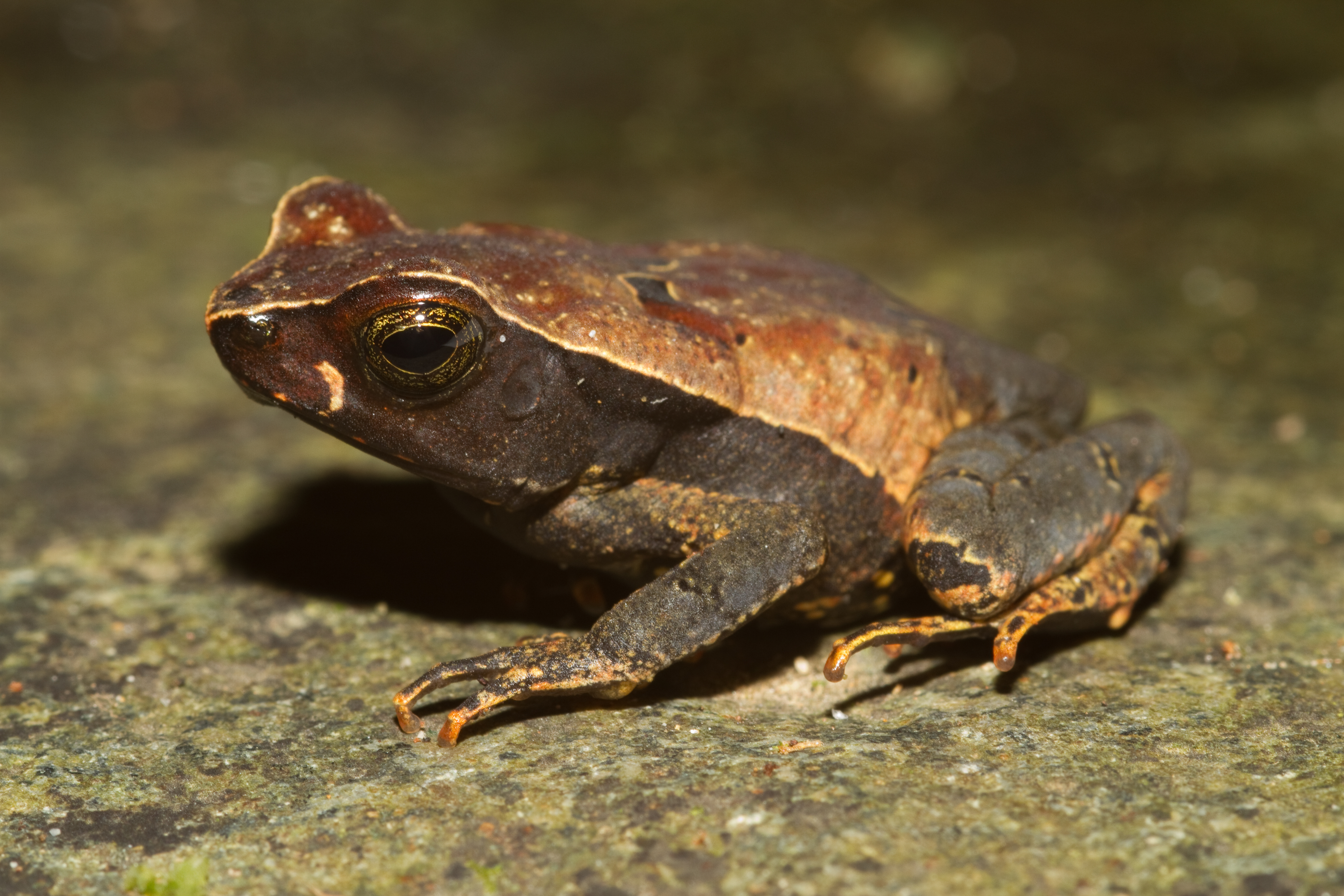